# ムーンサルトプレス

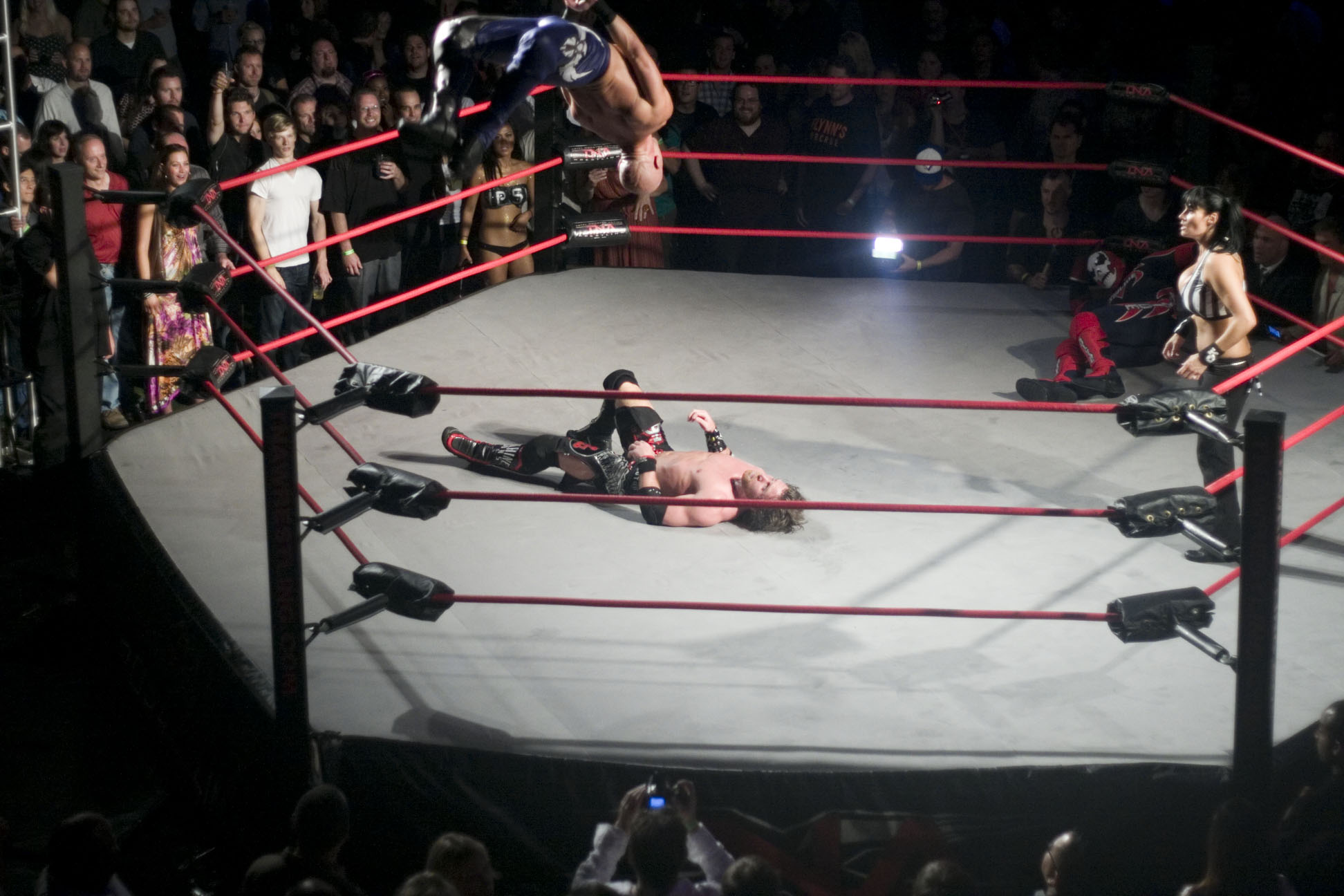
クリストファー・ダニエルズによるムーンサルト・プレス（ベスト・ムーンサルト・エバー）。

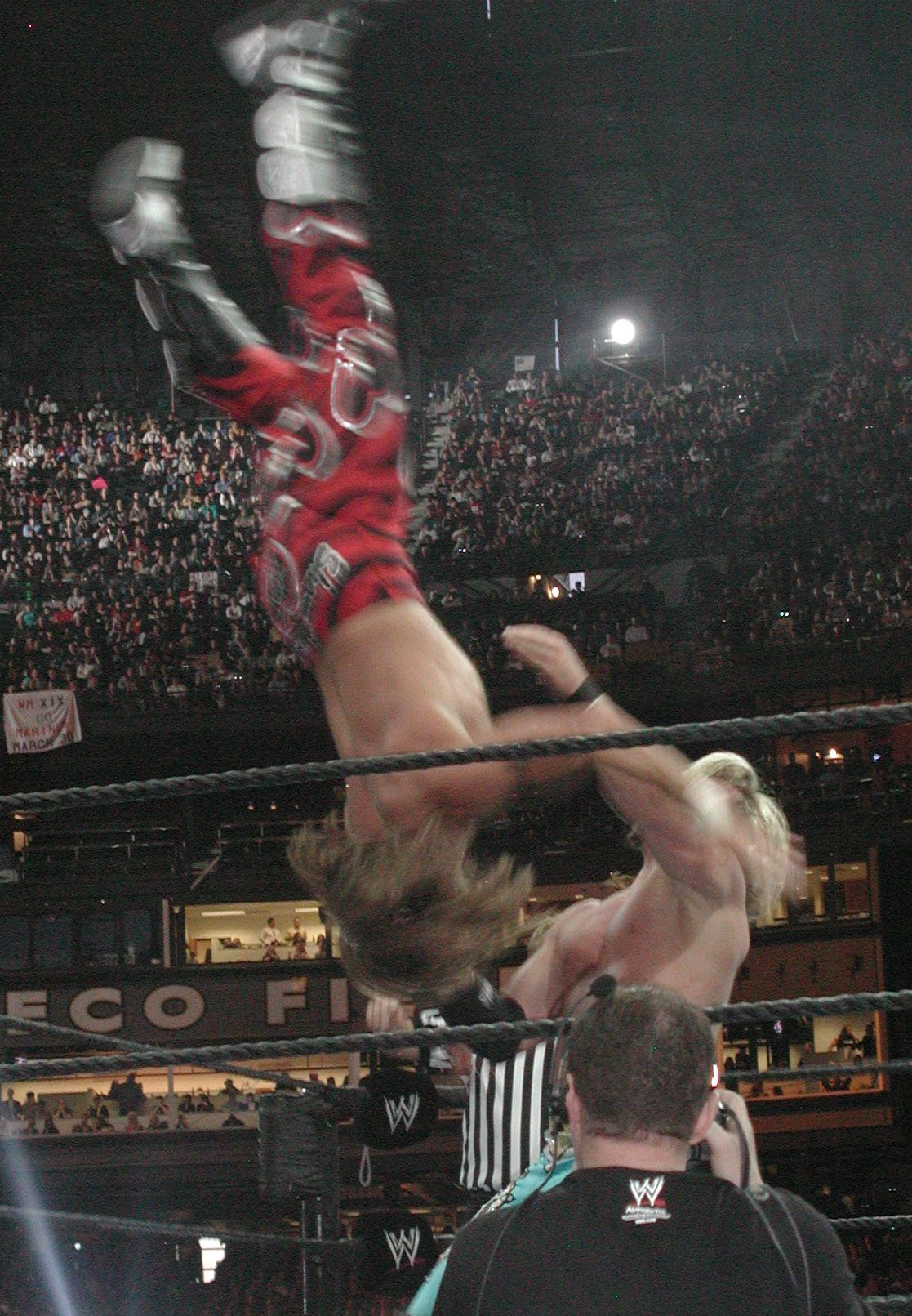
ショーン・マイケルズによるムーンサルト・アタック。

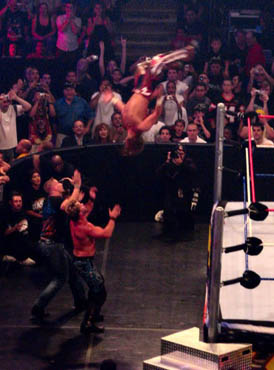
ショーン・マイケルズによる場外へのムーンサルト・アタック。

ムーンサルト・プレス（Moonsault Press）は、プロレス技の一種である。日本名は月面水爆（げつめんすいばく）。

## 概要
コーナーポスト最上段からリングに背を向けた状態で仰向けに倒れている相手に向かってジャンプして、空中で後方転回して自らの上体を浴びせる。技を仕掛ける側の円弧を描くような動きが技名の由来になっている。
日本で初公開したのは、1980年3月14日 西尾市体育館、グラン浜田&ジョージ高野vsエル・グレコ&エル・セルビオ戦（TV中継あり）における、ジョージ高野である。
飛び技の中では見栄えも良いことから使用者は多いが使うレスラーによって技の見た目には個人差があり、多くのレスラーは大きな弧を描くように跳躍して全身で叩きつける。技を仕掛ける側もリスクを伴い着地をする際、両膝がマットに打ちつけられること、不安定なロープを踏み台にしてバック宙を決める動作が人間の膝関節が本来持っている動きと反してしまうことなどから、膝の半月板を損傷しやすいという問題点がある。タイガーマスク（初代）は膝を痛めるのを嫌いバック転して繰り出す縦回転式は新日本プロレスを退団直前の数試合で使用した以外は、ほとんど使わず旋回式を使用したと話している。
この技を広めた使い手である武藤敬司はフロリダ武者修行時代「この技だけで食っていた」と述懐しているが、グレート・ムタのギミックで参戦していたWCWで多用したため、武藤の膝は変形して満足に歩けないまでに傷んでしまった。ただし、1990年代後半に武藤はプロレス誌のインタビューで「膝が悪くなったのはムーンサルトのせいだとよく言われるが、実際はベイダー等の超重量級レスラーをスープレックスで投げていたせい」とコメントしている。変形の原因とは別問題の可能性もあるが武藤はスープレックスが膝に負担をかけていたという感覚だったようだ。小橋建太も若手時代に多用したため、膝を痛めて5度の手術を繰り返している。
バリエーションとしてコーナーポスト最上段からリングに背を向けた状態で立っている相手に向かってジャンプして、空中で後方転回して腹部から突っ込むムーンサルト・アタックがある。

## 名称の変遷
この技にはムーンサルト・プレスとラウンディング・ボディ・プレスの名称が存在する。ラウンディング・ボディ・プレスはタイガーマスク（初代）が使用していた斜め回転式の名称で古舘伊知郎が実況で名付けたため、マスコミはラウンディング・ボディ・プレスという名称で統一していたが、月刊ゴングだけは同誌の記者である小林和朋が命名したムーンサルト・プレス（当初はムーンソルト・プレス）という名称を使い続けたが浸透しなかった。数年後に武藤敬司が縦回転式を使用してもマスコミはラウンディング・ボディ・プレスという名称を使い続けるが、週刊ゴングだけはムーンサルト・プレスという名称で使い続けていたが、同誌の記者である小林が名付けた月面水爆という和名をスポーツ紙などが使い始めてムーンサルト・プレスという名称が浸透していった。
ちなみにタイガーが縦回転式を使用した際、古舘がムーンライト・コースターと叫んでいる。しかし、古館はタイガーの違う技でもムーンライト・コースターの名称を使ってしまっており、武藤が使用するまで縦回転式の正式な名称はなかった。後に古舘の後釜である辻よしなりが武藤の縦回転式をラウンディング・ボディ・プレスと呼称したため、武藤でさえも名称がいまいち定かではなくなっている。アメリカではムーンサルト・プレスを広めたのは武藤（グレート・ムタ）であるため、和製英語のムーンサルトという名称が使われている。

## 派生技

### アラビアン・プレス
サブゥーが考案したリバウンド式ムーンサルト・プレス。リング内からリング外に向かってジャンプしてトップロープに尻餅をつき、両腿をトップロープにバウンドさせて後方へとバック転しながら飛んでムーンサルト・プレスを決める。サブゥーはパイプ椅子、机をリング内に持ち込み、それを踏み台にして敢行するなど多彩なバリエーションを持つ。
技のプロセスに類似点が多い下記のハリウッド・スター・プレスとは元来区別されていたが（アラビアン・プレスが直接トップロープに飛び座り込むのに対し、ハリウッドスター・プレスはコーナー上へ立ってから座り込む）、最近は両者が仕掛けるバリエーションの増加などの事情から異名同技として扱われている。
ジョン・モリソンは、この技に横360度回転するのをジ・エンド・オブ・ザ・ワールドの名称で使用。

### ハリウッド・スター・プレス
ロブ・ヴァン・ダムが考案したリバウンド式ムーンサルト・プレス。コーナー前でリング内に背を向けて立ち、コーナーを登ってコーナー最上段に尻餅をつき、同時にトップロープに両腿をバウンドさせるようにして後方へとバック転しながら飛んでムーンサルト・プレスを決める。
本来はサブゥーのアラビアン・プレスとは似ているが違う技であった（アラビアン・プレスが直接トップロープに飛び座り込むのに対して、ハリウッド・スター・プレスはコーナー上へ立ってから座り込む）。最近は両方とも同じ技として扱われる場合が多い。
主な使用者は金丸義信、ドラゴン・キッド（ジーザス）。

### スカイツイスター・プレス
チャパリータASARIのオリジナル技。捻りを加えた伸身ムーンサルト・プレスで後方に270度、横に360から540度回転して自らの上体を浴びせる。
主な使用者はKAMIKAZE（カミカゼ・トルネード）、南条隼人（ハリケーン・プレス）、Gamma、棚橋弘至、くいしんぼう仮面（関空トルネード）、Hi69（スーパー・ダンス）、遠藤哲哉、ジミー・ヤン（ヤン・タイム）。ただし、ASARIを含めて後方転回を、ほとんど行わずに飛ぶ使い手が多い。なお、前向きから飛ぶ1回半捻りもスカイツイスター・プレスと呼称していた（ASARIからTAKAみちのくが直接指導を受けて使用していた）。

### カンクーン・トルネード
ウルティモ・ドラゴンのオリジナル技。ムーンサルト・プレスで後方に1回宙返り、1回捻りを加えて自らの上体を浴びせる。技の手順はムーンサルト・プレスと同じだが伸身で1回宙返りを行いながら1回捻ることから、脚力と腕力に勢いが必要であり難易度が高い。
上記のスカイ・ツイスター・プレスと混同されることが多く後方回転を行う正調版、行わないスカイツイスター・プレスも含めて、この名称で呼称されることが多い。NINTENDO 64のゲーム「闘魂炎導2」ではある方法で、この技を習得して使用することができる。
主な使用者はえべっさん（初代）（開運トルネード）。

### フェニックス・スプラッシュ
ハヤブサのオリジナル技。捻りを加えながら離陸して前方1回転してのムーンサルト・プレスで縦450度、横180度回転して自らの上体を浴びせる。
タイガーマスク（初代）がタイガー・トルネード・プレスの名称で考案したが試合で使用したことはない。こちらを正調のムーンライト・コースターであるとする説もある。獣神サンダー・ライガーがスターダスト・プレスの名称で初めて試みたが失敗に終わった（後述）。離陸後すぐに180度ひねり、体を前に向けてからの450°スプラッシュとするのが難易度的に低く基本である（見た目的には振り返ってからの450°スプラッシュ）。その後、ハヤブサがひねりを加えずに離陸して90度後方回転してから180度捻りと360度前方回転を同時に行う（途中からひねりが入るため、体の向きを基準とする前後の回転方向が入れ替わる）という難易度の高いフェニックス・スプラッシュを完成させている。このタイプの場合観客に「何がどうなっているのか分からない」といわれるほどの不思議な回転を見せる。
ジャック・エバンスは捻りを加えながら離陸して横180度、630前方度回転してセントーンの形で落下するのをコークスクリュー630°の名称で使用。
主な使用者はドラゴン・キッド、ガルーダ、飯伏幸太、B×Bハルク、上谷沙弥。

### スターダスト・プレス
獣神サンダー・ライガーのオリジナル技。リング外を向いたまま後ろ向きにジャンプして左方向180度捻り、270度前方回転して、180度左方向に錐揉み回転して自らの上体を浴びせる。
当初は技名だけが先に伝わり、技の全貌が明らかでない時期があったため、「幻の必殺技」とも呼ばれていた。元々はライガーが「獣神ライガー」のリングネームを名乗る前にすでに完成させていたが、記者1人に新日本プロレスの道場でしか見せたことが無かった。しかし、ライガーが披露する前にハヤブサが同形の技を披露してしまったため、違った形のスターダスト・プレスを編み出したという経緯がある。1996年1月4日の新日本プロレス東京ドーム大会で行われた金本浩二との試合で披露された。金本との試合後、ライガーは「僕の（スターダスト・プレス）は、これでいいです」と語り、ハヤブサのフェニックス・スプラッシュと区別を付けた。ライガーは金本との試合で1度披露して以降は使用していない。元々はタイガーマスク（初代）が練習中に披露したが未完成で一時引退したため、そのまま未公開に終わった。タイガー曰く「タイガー・トルネード・プレスとでも名付けましょうか」とのことである。
主な使用者は内藤哲也。

### ラ・ブファドーラ
ウルティモ・ドラゴンのオリジナル技。立っている選手に向かってセカンドロープからジャンプしてムーンサルト・アタックを放つ。技名はメキシコのバハカリフォルニア州エンセナーダにあるラ・ブファドーラが由来。
クリス・ジェリコは「ライオン・ハート」と名乗っていた時期に考案した仰向けに倒れている相手にムーンサルト・プレスを放つをライオンサルトの名称で使用。丸藤正道はコーナー付近のトップロープで反動をつけて直角方向にあるロープで2段階式で反動するのを使用していた。ハヤブサは試合中、この技を失敗して頚椎を損傷により、一時は全身不随になる重傷を負った。
主な使用者はザ・グレート・サスケ、ハヤブサ。

### ラ・ケブラーダ
ウルティモ・ドラゴンのオリジナル技。エプロンサイドから場外にいる相手に向かってムーンサルト・アタックを放つ。エプロンから仕掛けるのでコーナーからではなくロープの反動で回転する。技名はメキシコのアカプルコにあるラ・ケブラーダが由来。英語圏では開発者であるウルティモの本名「浅井嘉浩」を冠してアサイ・ムーンサルトとも呼ばれている。メキシコではペチョ・コン・ペチョ（スペイン語で「胸と胸」を意味する）とも呼ばれている。
ジャック・エバンスは、この技に後方1回転を加えて630度回転するのをスタンティン101の名称で使用。
主な使用者はザ・グレート・サスケ、ハヤブサ。

### ダブルローテーション・ムーンサルト・プレス
リコシェのオリジナル技。ムーンサルト・プレスよりも1回転多くコーナーポスト最上段から630度後方に回転して自らの上体を浴びせる。（フォームなどはムーンサルト・プレスと同一）。
ジャック・エバンスはラ・ケブラーダの形でリング外の相手に630度後方に回転して放つのを使用しているが、リング内の相手に630度後方に回転して放つのを使用したはリコシェが初である。
ちなみにPlayStation 2のゲーム「オールスタープロレスリングII」ではオリジナルキャラクターの有里優作が使用する「レボリューション・サルト」という、この技と同型の技が存在している。
主な使用者はリコシェ、フリップケンドリック、カーターグレイ、アンドリューエベレット、ニンジャマック、ジャックエバンス。

### ムーンサルト・ムーンサルト
飯伏幸太のオリジナル技。コーナーポスト最上段から1回目のムーンサルト・プレス放って相手がよけた際、その場飛び式ムーンサルト・プレスを決める。1回目で着地した時にはラウンディング・ボディ・プレスと同型だが、さらに、その場で次を出すと言うところにポイントがある。
主な使用者はリコシェ。

### ヴァルキリー・スプラッシュ
KAORUのオリジナル技。ムーンサルト・プレスに180度ひねりを加えてセントーンの形で落下する。
ミラノコレクションA.T.はライオンサルトの形から捻りを加えてセントーンの形で落下するのをアルマニッシュ・エクスチェンジの名称で使用。
金本浩二は「ライガー（獣神サンダー・ライガー）のスターダスト・プレスは不細工だ。俺の方が技にキレがある」と発言して、ヴァルキリー・スプラッシュと同型の技を1度だけ披露している。

### ムーンサルト・フット・スタンプ
福岡晶のオリジナル技。ムーンサルト・プレスにもう90度余計に回転を加えてフット・スタンプの形で落下する。
主な使用者はスコーピオ、紫雷イオ。

### ベイダーサルト・プレス
ビッグバン・ベイダーによるムーンサルト・プレスの派生技。コーナーポスト最上段からリングに背を向けた状態で仰向けに倒れている相手に向かってジャンプして、上体を反らせて後方転回して放つが跳躍中に体を斜めに捻って放つため、ラウンディング・ボディ・プレスに近い形となる。初公開時は「メガトン級ムーンサルト・プレス」、「ハイパーサルト・プレス」とも呼称されていた。1993年にはレスリング・オブザーバー誌のベストプロレス技（Best Wrestling Maneuver）にも認定された。